# Юденич, Василий Александрович
Василий Александрович Юденич (1897 ― 1969) ― советский учёный, микробиолог, доктор медицинских наук, профессор Смоленского государственного медицинского института.

## Биография
Василий Александрович Юденич родился 12 февраля 1897 года в селе Шестаково (ныне — деревня в Кардымовском районе Смоленской области). В 1925 году он окончил медицинский факультет Смоленского государственного университета (впоследствии выделенный в самостоятельный Смоленский государственный медицинский институт), после чего стал преподавать на кафедре микробиологии, был ассистентом, затем доцентом.
В 1939 году Юденич был избран заведующим кафедрой микробиологии. Во время Великой Отечественной войны он находился в эвакуации, работал в тылу, готовя лекарственные препараты для нужд действующих частей Красной Армии. После освобождения Смоленщины вернулся к работе в качестве заведующего кафедрой, возглавлял её до 1967 года. Параллельно с преподавательской работой он активно занимался научно-исследовательской деятельностью, в 1952—1963 годах являлся проректором института по науке. На протяжении своей научной карьеры опубликовал 60 работ, в которых рассматривались различные вопросы микробиологии и профилактики инфекционных заболеваний. В 1945—1964 годах Юденич также возглавлял Смоленское отделение Всесоюзного общества микробиологов, эпидемиологов и инфекционистов.
Умер 5 сентября 1969 года, похоронен на кладбище «Клинок» в Смоленске.
Был награждён орденами Ленина (27.10.1953) и «Знак Почёта» (15.09.1961), медалью «За доблестный труд в Великой Отечественной войне» (20.02.1946), Почётной грамотой Президиума Верховного Совета РСФСР (28.04.1961).